# Borggrensviken-Sågbäcken
Borggrensviken-Sågbäcken este o arie protejată (arie specială de conservare — SAC, sit de importanță comunitară — SCI) din Suedia întinsă pe o suprafață de 111,5 ha, integral pe uscat.

## Localizare
Centrul sitului Borggrensviken-Sågbäcken este situat la coordonatele 63°18′39″N 14°34′28″E / 63.3109°N 14.5744°E.

## Înființare
Situl Borggrensviken-Sågbäcken a fost declarat sit de importanță comunitară în aprilie 2004 pentru a proteja 1 specie de plante. Situl a fost protejat și ca arie specială de conservare în martie 2011.

## Biodiversitate
Situată în ecoregiunea boreală, aria protejată conține 4 habitate naturale: Taiga vestică, Mlaștini alcaline, Păduri fino-scandinave bogate în ierburi cu Picea abies, Ape oligotrofe din câmpii nisipoase, cu un conținut foarte redus de minerale (Littorelletalia uniflorae).
La baza desemnării sitului se află o specie protejată de  plante: papucul doamnei (Cypripedium calceolus).